# Sarcophyton taiwanianum
Sarcophyton taiwanianum là một loài thực vật có hoa trong họ Lan. Loài này được (Hayata) Garay miêu tả khoa học đầu tiên năm 1972.